# Harmageddon
Harmageddon je singl od finské kapely Apocalyptica.

## Seznam skladeb
1. „Harmageddon“ - 4:23
2. „From Out Of Nowhere“ (Faith No More cover) - 3:14
3. „Enter Sandman (Live)“ (Metallica cover) - 4:23
4. „The Unforgiven (Live)“ (Metallica cover) - 5:14